# José Manuel Martínez
Pour les articles homonymes, voir José Manuel Martínez (homonymie), Martínez et Fernández.
José Manuel Martínez Fernández, né le 22 octobre 1971 à Madrid, est un athlète espagnol, spécialiste des courses de fond, des courses sur route ainsi que du marathon. Il est surnommé "Chema".
Il a été champion d'Europe du 10 000 m à Göteborg en 2002, médaille d'argent et médaille de bronze du semi-marathon aux Jeux méditerranéens, respectivement en 2009 et 2005. Il a terminé 8e et meilleur Européen du marathon des Championnats du monde d'athlétisme de 2009 à Berlin et médaille d'argent sur la même épreuve des Championnats d'Europe de 2010 à Barcelone.

## Palmarès

### Championnats du monde
- Championnats du monde 2009 à Berlin (Allemagne) :
  - 8e sur l'épreuve du marathon (2 h 14 min 04 s)

### Championnats d'Europe
- Championnats d'Europe 2002 à Göteborg (Suède) :
  -  Médaille d'or sur l'épreuve du 10 000 m (27 min 47 s 65)
- Championnats d'Europe 2010 à Barcelone (Espagne) :
  -  Médaille d'argent sur l'épreuve du marathon (2 h 15 min 31 s)

### Jeux méditerranéens
- Jeux méditerranéens de 2005 à Almería (Espagne)
  -  Médaille de bronze sur l'épreuve du semi-marathon (1 h 05 min 12 s)
- Jeux méditerranéens de 2009 à Pescara (Italie)
  -  Médaille d'argent sur l'épreuve du semi-marathon (1 h 04 min 20 s)

## Records personnels
- 5 000 m : 13 min 11 s 13 à Huelva (20 juin 2006)
- 10 000 m : 27 min 30 s 56 à Pontevedra (20 juillet 2003)
- Semi-marathon : 1 h 02 min 46 s à Granollers (3 février 2008)
- Marathon : 2 h 08 min 09 s à Rotterdam (13 avril 2003)